# キラ☆キラ
『キラ☆キラ』（kira-kira）は、成人向けゲームブランド「OVERDRIVE（オーバードライブ）」製作のアダルトゲーム、及びこれを原作とするメディアミックス作品群の総称である。
スピンオフ作品である『キラ☆キラ カーテンコール』および、コンシューマー向け移植作品『キラ☆キラ 〜Rock'n'Roll Show〜』についても本項目にて記述する。

## キラ☆キラ

### 概要
OVERDRIVEの第2作目。「バンド」「パンク・ロック」を題材とし、旅を通じて成長していく様を描いた物語である。
瀬戸口廉也をシナリオに起用し、ビジュアルノベルの体裁をとる。プロデューサー自身がバンドマンであるため、作中では使用楽器や機材、音楽知識・用語、実在するライブハウスの登場など趣向が凝らされている。
従来、発売前に自社サーバなどから公開していたオープニングムービーを、今作以降ニコニコ動画およびYouTubeにファイルをアップロードして公開している。発売後には、実際に作中の曲を演奏した動画（いわゆる「弾いてみた」）をユーザーから募集する『第二文芸部弾いてみた選手権』が行われ、「お手本」としてプロデューサー達が演奏した動画が公開された。
クラウドゲーミングプラットフォーム「OOParts」に『キラ☆キラ』『超電激ストライカー』をアルファ版として提供しており、2020年4月24日に正式配信された。

### 来歴
- 2008年8月14日 - スピンオフ作品『キラ☆キラ カーテンコール』を発売
- 2009年2月26日 - コンシューマーゲーム機への移植版『キラ☆キラ 〜Rock'n'RollShow〜』を発売
- 2010年8月13日 - 2作品をまとめた『キラ☆キラ COMPLETE ACTs』（Windows Vista/7対応）を発売
- 2011年11月25日 - その後を描いたDEARDROPSとの合作となるファンディスク『d2b vs DEARDROPS - Cross the Future -』を発売

#### モバイル端末への展開
- iPhone及びiPod touchに対応した『KIRA★KIRA for iPhone&iPod touch』をApp Storeで販売している（キラ☆キラ for iPhone+iPod）。東北地方太平洋沖地震の復興支援目的のため、期間限定で日本語版は450円、英語版は600円に。
- Android、iOSに対応した『キラキラ OVERDRIVE EDITION』が2017年12月12日に発売。開発費用をクラウドファンディングで募集し作成した作品である[2]。それぞれGoogle Play Store、App Storeにて販売している。

#### メディア展開

##### 楽曲
- 収録されている曲は全てストーリー内で登場するバンドもしくはメンバー名義となっている。また、現実とゲームの世界をリンクをさせる以下の試みが行われている。
  - 作中のバンド名義で実際にCDをリリース
  - 現実の歌手を起用したライブイベント
  - バンドの公式サイトの存在
  - インターネットラジオ（下記参照）

各バンドの詳細やリリース作品については第二文芸部・二代目第二文芸部の項および関連商品の節を参照。

##### インターネットラジオ
インターネットラジオ番組『Radio d2b』を音泉にて配信。
Radio d2b（第1期）
2008年1月から6月まで配信されていた。パーソナリティはbamboo・UR@N・宮崎京一の3人。放送開始に先立ち、2007年12月にはプレ放送がニコニコ動画・YouTubeにて4回公開された。また、スペシャル放送として『復活版Radio d2b』が前述の動画サイトで2008年8月より公開されている。
Radio d2b（第2期）
2008年11月から2009年6月まで配信されていた。パーソナリティはbambooとゲーム内に登場する椎野きらり・樫原紗理奈・石動千絵の計4人。

### ストーリー
ミッション系の学校「欧美学園」の「第二文芸部」に所属する主人公たち4人は、今年度限りでの廃部が決まってしまった部を最後に目立たせようと、パンクバンド（ガールズバンド）「第二文芸部バンド」（略称：d2b）を結成する。文化祭でのライブは無事に成功し、4人は満足していた。
ところが、その後に参加したライブイベントがインターネット配信されており、それを見た名古屋のライブハウスから出演依頼が来てしまう。受験などを控え文化祭終了後には解散する予定でいた第二文芸部バンドであったが、4人はボロボロのワゴンに乗り込み、各地を巡る長い旅に出発していく……。

### 登場人物
登場人物たちの声はPS2版を表記（PC版は非公開）。

#### 第二文芸部バンド
前島 鹿之助（まえじま しかのすけ）
本作品の主人公。かつてテニス部に所属していた。退部と同時期に彼女にも振られ失意のどん底である。名前は山中鹿之助に因んで名付けられた。バンド内では女装をし「前島 鹿子」として演奏する。
パート：ベース
椎野 きらり（しいの きらり）
声 - 中村知子
鹿之助のアルバイト先で偶然知り合った女の子。家が貧しいため仕事を掛け持つ勤労少女であるが、その苦労をかけらも感じさせない天真爛漫な女の子。はねている髪と笑顔がトレードマーク。結成当初はドラム希望だったがすぐにボーカルに転向。
パート：ボーカル / ギター
樫原 紗理奈（かしわら さりな）
声 - 小島めぐみ
資産家のお嬢様であるが病弱。性格はおしとやかだが芯の強い一面も持ち合わせている。欧美学園内での交友関係は少ないがきらりとは親友である。
パート：ギター
石動 千絵（いするぎ ちえ）
声 - 瑞沢渓
鹿之助の幼馴染。同級生であるが家庭の事情により留年しているため1歳年上。彼らが所属する「第二文芸部」の部長でもありバンドのまとめ役。その反面自分を抑えている部分もあり、本当はのんびり屋で臆病な性格。泣きぼくろがある。ドラムセットを持っていない時期はバケツやタライなどをドラムに模して練習をしていた。獣肉が食べられない（魚や鳥は大丈夫）。
パート：ドラム

#### サブキャラクター
殿谷 健太（とのや けんた）
声 - 泰勇気
鹿之助の同級生で、人気インディーズバンド「STAR GENERATION」のギタリスト。とあるきっかけにより知り合い第二文芸部のバンドを指導することになる。淡白でそっけないが音楽のことになるとものすごく情熱を傾ける。愛称は「トノヤン」（千絵命名）。
村上（むらかみ）
声 - 浜田賢二
鹿之助の同級生でテニス部時代のパートナー。大柄で強面だが実は涙もろく人見知りで温厚な性格。囲碁部所属。第二文芸部にパンクという音楽をどういうものか教え、その後もバンドに真摯に協力している。囲碁部所属のため文化祭のライヴに参加出来ないのでバンド加入は辞退したが、健太にギターを習っている。
八木原（やぎはら）
声 - 佐藤晴男
「STAR GENERATION」のボーカリストでありリーダーを務める。第二文芸部の素質を早くから見出しており彼らに精力的に協力する。
美雪&舞（みゆき / まい）
声 - 西口有香 / 茉雪ちづる
第二文芸部の部員で2年生。作中どっちが美雪でどっちが舞なのかは不明。
吉沢先生（よしざわ）
声 - 浅井晴美
欧美学園の教師で修道女。
前島 祐子（まえじま ゆうこ）
鹿之助の妹。声のみ出演。
鹿之助の元カノ
鹿之助の元彼女。性格が合わずゲーム開始直後に別れてしまう。
樫原 正次（かしわら まさつぐ）
声 - 宝亀克寿
紗理奈の祖父で樫原グループの企業者。厳格で紗理奈のバンド活動を快く思っていない。
斎木（さいき）
声 - 時田光
樫原家の女性使用人。紗理奈の活動に反対する祖父に対して協力的な人物。
屋代 彰（やしろ あきら）
声 - 大橋隆昌
名古屋を中心に活動している「Panic」というヴィジュアルバンドのボーカル。女装した鹿之助を酷く非難する。
美佳（みか）
彰の彼女で同棲している。
古暮 智（こぐれ とも）
声 - 神崎ちろ
大阪のライブハウスの代理ブッキングマネージャー。自身もバンドのボーカルを務めている。
佐藤（さとう）
大阪で出会う強面の人物。弟の形見の「あるもの」をきらりに託す。愛称は「サトっち」（きらり命名）。
恩田 正雪（おんだ まさゆき）
女装した鹿之助に惚れてしまう恩田財閥の御曹司。雑誌の読者モデルを務める程の美青年。

#### 各ルート分岐後に登場するサブキャラクター
樫原 健一（かしわら けんいち）
紗理奈の父。早い時期に他界している。
康江（やすえ）
紗理奈の母。早い時期に他界している。
樫原 祐司（かしわら ゆうじ）
声 - 土門仁
熊本で出会う紗理奈の叔父で健一の弟。斎木と同様紗理奈には協力的。
トーマス・ウィリアム（トム）
声 - 森圭輔
沖縄のアルバイト先で一緒に働く外国人。
比嘉 龍平（ひが りゅうへい）
声 - 大羽武士
沖縄で出会う日本人と外国人のハーフ。地元バンドのボーカル&ギターを務める。
半田 良介（はんだ りょうすけ）
声 - 武虎
神戸に住む伝説的なギタリスト。かつては世界を放浪していた。
白神 翠（しらが みどり）
岡山でトラブルに巻き込まれていた所を助けてあげた女の子。
翠の母
岡山の極道白神一家の姐。翠とは対立している。
小泉 まゆき（こいずみ まゆき）
とある駅前の家具屋の店員。
アキ
声 - 前田このみ
「HAPPY CYCLE MANIA」のボーカル。鹿之助とは過去に大阪で面識がある。
岡路（おかじ）
「HAPPY CYCLE MANIA」のキーボード。健太のいとこ。
大村 寿太郎（おおむら じゅたろう）
「HAPPY CYCLE MANIA」のドラム。
ケイタ
「HAPPY CYCLE MANIA」の前ドラム。

#### 楽器
各キャラクターが使用している機材のモデルは以下のとおり（モデルであるので作中で使用されている楽器と全く同じものではない）
- 鹿之助 - フェンダー・プレシジョンベース
- きらり - マイク：シュア 55SH SeriesII　ギター：ギブソン・'57 レスポール Jr.
- 紗理奈 - ギブソン・'61 SG リイシュー（コミック版ではフェンダー・ストラトキャスター）
- 健太 - フェンダー・ストラトキャスター

### スタッフ
- プロデューサー - 竹内"bamboo"博
- 原画・キャラクターデザイン - 片倉真二
- 音楽 - milktub / 第二文芸部
- シナリオ - 瀬戸口廉也
- ムービー - Iris motion graphics
- ディレクション - 楢崎陽

### 主題歌
オープニングテーマ「キラ☆キラ」
作詞・作曲・編曲・歌 - 第二文芸部
「キラ☆キラ」OPムービー - YouTube
エンディングテーマ
「a song for...」 - きらりエンディング1 -
作詞・作曲・編曲・歌 - HAPPY CYCLE MANIA
「lead to your dream」 - きらりエンディング2 -
作詞・作曲・編曲・歌 - 第二文芸部
作中での「lead to you dream」は誤表記。
「t r a v e l e r s」 - 紗理奈エンディング -
作詞・作曲・編曲・歌 - 第二文芸部
作中での「t r a v e l e r」は誤表記。
「go on a trip」 - 千絵エンディング -
作詞・作曲・編曲・歌 - 第二文芸部
挿入歌
「Too Fast To Live Too Young To Die」
作詞・作曲 - YAGIHARA / 編曲 - KENTA / 歌 - STAR GENERATION
「Let's Jump!」
作詞・作曲・編曲・歌 - 第二文芸部
「君の元へ」
作詞・作曲・編曲・歌 - 第二文芸部
「Like a Life,Like a Live!」
作詞・作曲・編曲・歌 - 第二文芸部
「O.H.B.I」
編曲 - 第二文芸部
その他
- 作中、エーデルワイスの主題歌『Ashberry』のアレンジ版が使用されている。

## キラ☆キラ カーテンコール
本作のスピンオフ作品として『キラ☆キラ カーテンコール』が2008年8月14日 に発売された。

### ストーリー（カーテンコール）
本作品は鹿之助たちが卒業した後の物語であり、第1部では欧美学園の数年後を描いた物語、第2部では前作に登場したバンド「HAPPY CYCLE MANIA」を中心としたそれぞれのその後を描いた2部構成となっている。

### 登場人物（カーテンコール）

#### SUPER ROCK'N'ROLLERS
誉田 宗太（ほんだ そうた）
第1部の主人公。欧美学園の2年生。自らを「燃えるロック魂」を称する熱血漢。ラモーンズの熱狂的なファンであり、UKパンクを毛嫌いしている。
パート：ボーカル、ギター
早川 和樹（はやかわ かずき）
2年生。宗太の幼馴染。ギターの腕はあまりよくなくすぐもたついてしまう。
パート：ギター
井深 暁大（いぶか あきひろ）
2年生。好きなものは「自分」とベースの低音と言い切るナルシスト。
パート：ベース
松下 彰喜（まつした しょうき）
2年生。実家は寺で暁大とは幼馴染。
パート：ドラム

#### 二代目第二文芸部バンド
吉本 結衣（よしもと ゆい）
2年生。宗太の片思いの相手であり最大のライバル。普段はやや天然気味でおとなしめだが怒らせると非常に怖い。
パート：ボーカル、ギター
早川 麻美 （はやかわ まみ）
1年生。和樹の妹。無口で控えめな性格で、男性に話しかけられたりすると真っ赤になってしまうほど異性は大の苦手。
パート：ギター
前島 祐子
鹿之助の妹。面倒見の良い性格であるが宗太曰く「性格のねじまがった女」（言い換えれば「女版鹿之助」）。ブラコンのような言動がある。
パート：ベース
高嶋（たかしま）さん
上品で真面目そうな外見だが、実は腹黒い一面を持ち合わせている。
パート：キーボード
西園寺（さいおんじ）さん
風貌がお嬢様であり、外見にふさわしいおしとやかな性格の持ち主。
パート：ドラム

#### HAPPY CYCLE MANIA
村上
第2部の主人公。本編にも登場するHAPPY CYCLE MANIAを立ち上げた人物。ポジティブで能天気な性格は相変わらずである。
パート：ボーカル、ギター
屋代 彰
本編では東京へ上京し、HAPPY CYCLE MANIAの一員となる。ボーカルの才能には見切りをつけギターに専念している。
パート：ギター
古川 美瑠（ふるかわ みる）
いつでもどこでも隙さえあればすぐに寝てしまうことからニックネームは「眠り姫」。アキと仲がいい。
パート：ベース
岡路
演奏は相当の腕の持ち主だが機械にしか興味がない。
パート：キーボード
大村 寿太郎
実家が空手の道場で武術の達人。村上を尊敬している。
パート：ドラム

#### その他のキャラクター
アキ
HAPPY CYCLE MANIAの元ボーカル。ソロでプロデビューを果たした。
八木原
インディーズレーベルを立ち上げ他のバンドの世話をしている。
前島 鹿之助
卒業後はサラリーマンとなった。バンド活動は行っていないが楽器には触り続けている。
椎野 きらり
卒業後はプロのボーカリストとしてデビュー。世界を飛び回る忙しい生活を送っている。
石動 千絵
卒業後は福祉系の職業に就いている。家が近いので村上や鹿之助とはよく会っているがバンド活動はしていない。
樫原 紗理奈
卒業後は親族が経営する会社の役員を務める。仕事が忙しいためかつての第二文芸部のメンバーとは疎遠になっている。
殿谷 健太
卒業後は海外を拠点とするプロミュージシャンとなっている。

### スタッフ（カーテンコール）
- プロデューサー - 楢崎陽
- 原画・キャラクターデザイン - 片倉真二 / 藤丸
- 音楽 - milktub / 第二文芸部
- 脚本原案 - 瀬戸口廉也
- 脚本 - Team N.G.X
- ムービー - Mju:z
- エグゼクティブプロデューサー - 竹内“bamboo”博

### 主題歌（カーテンコール）
オープニングテーマ「Wing your way」
作詞・作曲・編曲・歌 - 二代目第二文芸部
「キラ☆キラ カーテンコール」OPムービー - YouTube
エンディングテーマ
「Wishes」 - 第1部エンディング -
作詞・作曲・編曲・歌 - 二代目第二文芸部
「キラ☆キラ 〜ALL STAR〜」 - 第2部エンディング -
作詞・作曲・編曲 - 第二文芸部 / 歌 - 椎野きらり、アキ、八木原、誉田宗太
挿入歌
「君のTurn!」
作詞・作曲・編曲・歌 - 二代目第二文芸部
「Bad trip dive」
作詞・作曲・編曲・歌 - SUPER ROCK'N'ROLLERS

## キラ☆キラ 〜Rock'n'Roll Show〜
PlayStation 2版『キラ☆キラ 〜Rock'n'Roll Show〜』が2009年2月26日にプリンセスソフトより発売された。
PC版ストーリーを基に全曲新曲の収録曲、一部ストーリー・登場人物の追加、コンシューマー向けによる表現の変更など追加要素が加えられている。
今作品のみの登場人物として、追加シナリオにニューロティカが出演。実在するバンドであり、作中でも本人が声を担当している。
- キラ☆キラ 〜Rock'n'Roll Show特設サイト

### 主題歌（Rock'n'Roll Show）
オープニングテーマ「Go-Go-Adventure!」
作詞・作曲・編曲・歌 - 第二文芸部
「キラ☆キラ 〜Rock'n'Roll Show」OPムービー - YouTube
エンディングテーマ
「花」 - きらりエンディング1 -
作詞・作曲・編曲・歌 - HAPPY CYCLE MANIA
「Just Way You Are」 - きらりエンディング2 -
作詞・作曲・編曲・歌 - 第二文芸部
「絆」 - 紗理奈エンディング -
作詞・作曲・編曲・歌 - 第二文芸部
「Breathe Breez」 - 千絵エンディング -
作詞・作曲・編曲・歌 - 第二文芸部
挿入歌
「Fever Show Time」
作詞・作曲 - YAGIHARA / 編曲 - KENTA / 歌 - STAR GENERATION
「世界にジャンピングスマッシュキーーック!!」
作詞・作曲・編曲・歌 - 第二文芸部
「LIFE=LOVE=LIVE」
作詞・作曲・編曲・歌 - 第二文芸部
「君叶い給え」
作詞・作曲・編曲・歌 - 第二文芸部
「O.H.B.I」
作詞・作曲・編曲・歌 - 第二文芸部

### スタッフ（Rock'n'Roll Show）
- エグゼクティブプロデューサー - 井上智元 / 竹内"bamboo"博
- 原画・キャラクターデザイン - 片倉真二
- 音楽 - bamboo / 第二文芸部
- 原作・脚本 - OVERDERIVE
- ムービー - Mju:z / 叢〜むらくも〜 / Iris motion graphics
- アシスタントディレクター - 楢崎陽

## OVA
『キラ☆キラ 5th Anniversary Live Anime KICK START GENERATION』
2013年3月27日DVD&Blu-ray発売のミュージックビデオ。「Cross the Future」から数ヵ月後、第二文芸部とDEARDROPSが再びライブで共演するif物語。

### スタッフ
- 原作 - OVERDRIVE、キッチンガイズファクトリー
- コンテ - 高橋賢、湊未来
- 演出・ステージディレクター - 高橋賢
- 作画監督 - 大島美和、平田和也、山吉一幸、滝本祥子、井本由紀、野田めぐみ、高橋賢
- 色彩設計 - 木幡美雪
- 美術監督 - 内藤健
- 撮影監督 - 廣岡岳
- キャラクターデザイン - 藤丸、片倉真二
- キャラクターコーディネーター - 大島美和
- デザイン - 國谷尚代
- 音楽 - ランティス
- 音響監督 - 亀山俊樹
- ステージ制作 - SILVER LINK.
- 総合プロデュース - bamboo
- Legendary Producer - 新田達弘
- 主催 - 欧美祭実行委員会（メディアファクトリー、キッチンガイズファクトリー、イー・エス・ピー、ランティス、SILVER LINK.）

### 出演バンド・使用曲
CaS（『僕が天使になった理由 LOVE SONG OF THE ANGELS.』より）
- 「BOW Peep!!」

DEARDROPS（『DEARDROPS』より）
- 「My Dear Stardust」
- 「Toughness」

第二文芸部
- 「Let's go wild!」
- 「君の元へ」

キラ☆キラ 〜ALL STARS〜
- 「キラ☆キラ 〜ALL STARS〜」（アンコール曲）

## 関連商品
第二文芸部名義のCD・DVDについては、第二文芸部の項を参照。

### CD

#### シングル
STAR GENERATION
- 『Too Fast To Live Too Young To Die』（自主制作 2008年6月13日）
  - STAR GENERATIONのファーストシングル。メロンブックスでの独占販売。未発表曲『BREAK OUT NIGHT』『二人の詩』を含む3曲収録。

SUPER ROCK'N'ROLLERS
- 『Bad trip dive』（自主制作 非売品）
  - 「コミックマーケットC74」で発売される『OVERDRIVE FAN DISC SP C74set』に同梱。

#### その他CD
『d2b ORIGINAL DRAMA & BGM DISC』（自主制作 非売品）
本ソフトをソフマップで予約購入した人限定の特典。本作品のサウンドトラックとドラマCDの2枚組。
『ラジオCD Radio d2b』
Radio d2bの全放送を収録したCD。コミックマーケット74にて先行発売された。

#### DVD
『OVERDRIVE NIGHT TOUR LIVE DVD』（ランティス LABM-7053 - 7054 2009年4月22日）
OVERDRIVE NIGHT TOUR2008-2009 〜Rock'n'Roll Never Die〜（東京公演）の模様を収録した2枚組ライブDVD。

### 書籍
コミック
- 『キラ☆キラ』
  - ドラゴンエイジピュアにてコミック版を連載していた。作画は上田キク。
- 『キラ☆キラANTHOLOGY COMICS TRACKS』（宙出版 2008年5月24日 ISBN 978-4-7767-2499-5）
  - アンソロジーコミック。

ビジュアルファンブック
- 『キラ☆キラ VISUAL TRACKS』（宙出版 2008年5月1日 ISBN 978-4-7767-9474-5）
  - 4thシングル『N・A・T・S・U』を同梱。イラストのほか、bambooへのインタビューや『キラ☆キラFirst Impression Book』用に書き下ろされた瀬戸口廉也によるショートノベルなどが収録されている。